# Kerncentrale Rivne
Kerncentrale Rivne (Oekraïens: Рівненьська АЕС, Russisch: Ровенская АЭС) ligt bij Kuznetsovsk in de oblast Rivne aan de rivier de Styr.
De centrale heeft vier actieve drukwaterreactoren (PWR) van het type VVER. Reactorblokken 5 en 6 zijn nooit afgebouwd. Eigenaar van de centrale is het staatsbedrijf Energoatom.
| Reactorblok | Reactortype        | Vermogen | Begin bouw | Inbedrijfname | Stillegging |
| ----------- | ------------------ | -------- | ---------- | ------------- | ----------- |
| Rivne-1     | PWR VVER-440 V213  | 420 MW   | 1973       | 1980          |             |
| Rivne-2     | PWR VVER-440 V213  | 415 MW   | 1973       | 1981          |             |
| Rivne-3     | PWR VVER-1000 V320 | 1000 MW  | 1980       | 1986          |             |
| Rivne-4     | PWR VVER-1000 V320 | 1000 MW  | 1986       | 2004          |             |

De eigenaar werkt aan een programma om de levensduur van de centrale te verlengen. In 2010 werd het toegestaan dat de reactoren 1 en 2 twintig jaar extra in productie mogen blijven. In juli 2018 werd de levensduur van reactor 3 ook met 20 jaar verlengd tot december 2037.